# Дарайя
Дарайя (араб. داريا‎) — город на юго-западе Сирии, расположенный на территории мухафазы Дамаск.

## Географическое положение
Город находится в юго-западной части мухафазы, в долине реки Барада, на высоте 689 метров над уровнем моря.

Дарайя расположена на расстоянии приблизительно 5 километров к юго-западу от Дамаска, административного центра провинции и столицы страны. Ближайший аэропорт расположен в городе Дамаск.

## Демография
По данным последней официальной переписи 1981 года, население составляло 34 048 человек.
Динамика численности населения города по годам:
| 1970   | 1981   | 2003   | 2012   |
| ------ | ------ | ------ | ------ |
| 22 312 | 34 048 | 68 100 | 84 044 |

## История
В ходе гражданской войны город был захвачен бойцами Сирийской Свободной Армии. Дважды освобождался силами сирийской армии: в конце августа 2012 года и 4 января 2013 года, однако в апреле 2013 года боевые действия в городе продолжались.
В августе — октябре 2016 года боевики антиправительственного Исламского союза Аджнад аш-Шам, базировавшиеся в Дарайе, пошли на соглашение с властями и были эвакуированы на территорию провинции Идлиб.

## Известные уроженцы
Григорий III Лахам — патриарх Мелькитской католической церкви.